# Brusnik (gmina Negotino)
Brusnik (mac. Брусник) – wieś w centralnej Macedonii Północnej, terytorialnie i administracyjnie należąca do gminy Negotino. Według stanu na 2002 rok jej liczebność wynosiła 3 mieszkańców.

położenie wsi na mapie gminy

Według danych ze spisu powszechnego przeprowadzonego w 2002 roku, wieś Brusnik zamieszkiwały 3 osoby deklarujących następującą narodowość:
- Macedończycy – 3 (100%)